# Les Sentiments
Les Sentiments je francouzský hraný film z roku 2003, který režírovala Noémie Lvovsky podle vlastního scénáře. Snímek měl světovou premiéru na filmovém festivalu v Benátkách 1. září 2003.

## Děj
Novomanželé François a Édith se usadí ve svém novém domě, který jim pronajali Jacques a Carole bydlící hned naproti. François přebírá po Jacquesovi pozici  venkovského lékaře. Ten se stal ředitelem nemocničního oddělení. Oba páry jsou sousedé a stanou se přáteli. Jacquese stále více přitahuje mladá Edith. Jejich přátelství se přeroste v lásku, což vede ke krizi.

## Obsazení
| Nathalie Baye             | Carole      |
| Jean-Pierre Bacri         | Jacques     |
| Isabelle Carré            | Édith       |
| Melvil Poupaud            | François    |
| Agathe Bonitzer           | Sonia       |
| Virgile Grünberg          | Léo         |
| Valeria Bruni Tedeschiová | mladá matka |
| Cécile Reigher            | antikvářka  |
| Bakary Sangaré            | kněz        |
| Alain Libolt              | letec       |
| Reinaldo Wong             | Číňan       |
| Guy-Auguste Boléat        | garážista   |

## Ocenění
- César: nominace v kategoriích nejlepší film,  nejlepší herec (Jean-Pierre Bacri), nejlepší herečka (Nathalie Baye, Isabelle Carré)
- Cena Louise Delluca: ex-æquo s trilogií Un couple épatant / Cavale / Après la vie